# Teorema de la tangente

Fig. 1 - Un triángulo.

En trigonometría, el teorema de la tangente es una fórmula que relaciona las longitudes de los tres lados de un triángulo y las tangentes de sus ángulos.
En la Figura 1, a, b, y c son las longitudes de los tres lados del triángulo, y α, β, y γ son los ángulos opuestos a estos tres lados respectivamente. El teorema de la tangente establece que:
{\displaystyle {\frac {a-b}{a+b}}={\frac {\tan \left({\cfrac {\alpha -\beta }{2}}\right)}{\tan \left({\cfrac {\alpha +\beta }{2}}\right)}}}
Aunque el teorema de la tangente no es tan conocido como el teorema del seno o el teorema del coseno, es exactamente igual de útil, y se puede utilizar en cualquiera de los casos donde se conocen dos lados y un ángulo o cuando se conocen dos ángulos y un lado.

## Demostración
Para demostrar el teorema de la tangente se puede empezar con el teorema del seno:
{\displaystyle {\frac {a}{\operatorname {sen} {\alpha }}}={\frac {b}{\operatorname {sen} {\beta }}}}

Llamando "q" al resultado de este cociente, se obtiene que: {\displaystyle \scriptstyle {a\,=\,q\operatorname {sen} \alpha }}, {\displaystyle \scriptstyle {b\,=\,q\operatorname {sen} \beta }}, por tanto
{\displaystyle {\frac {a-b}{a+b}}={\frac {q\operatorname {sen} \alpha -q\operatorname {sen} \beta }{q\operatorname {sen} \alpha +q\operatorname {sen} \beta }}={\frac {\operatorname {sen} \alpha -\operatorname {sen} \beta }{\operatorname {sen} \alpha +\operatorname {sen} \beta }}.}

Utilizando la fórmula de Simpson:
{\displaystyle \operatorname {sen}(x)+\operatorname {sen}(y)=2\operatorname {sen} \left({\frac {x+y}{2}}\right)\cos \left({\frac {x-y}{2}}\right)\;}
con {\displaystyle \scriptstyle {x\,=\,\alpha }} y {\displaystyle \scriptstyle {y\,=\,\pm \beta }} se obtiene
{\displaystyle {\frac {a-b}{a+b}}={\frac {2\operatorname {sen} \left({\frac {\alpha -\beta }{2}}\right)\cos \left({\frac {\alpha +\beta }{2}}\right)}{2\operatorname {sen} \left({\frac {\alpha +\beta }{2}}\right)\cos \left({\frac {\alpha -\beta }{2}}\right)}}={{\tan {\alpha -\beta  \over 2}} \over {\tan {\alpha +\beta  \over 2}}}}
- Datos: Q468887